# Малехівська сільська рада
| Малехівська сільська рада — орган місцевого самоврядування у Жовківському районі Львівської області з адміністративним центром у с. Малехів. Історична дата утворення: в 1993 році. Водоймища на території, підпорядкованій даній раді: річка Малехівка. Сільській раді підпорядковані населені пункти: - с. Малехів |

## Склад ради
Рада складається з 16 депутатів та голови.

### Керівний склад ради
| ПІБ                                  | Основні відомості                                                                       | Дата обрання | Дата звільнення |
| ------------------------------------ | --------------------------------------------------------------------------------------- | ------------ | --------------- |
| Сеньковський Володимир Володимирович | Сільський голова, 1958 року народження, освіта, член Конгресу Українських Націоналістів | 26.03.2006   | 31.10.2010      |
| Сеньковський Володимир Володимирович | Сільський голова, 1958 року народження, освіта вища, безпартійний                       | 31.10.2010   |                 |

Примітка: таблиця складена за даними джерела